# Rhénan sang-chaud
Le Rhénan sang-chaud (allemand : Rheinisches Reitpferd ou Rheinisches Warmblut) est une race de chevaux de selle allemande, originaire de Rhénanie-du-Nord-Westphalie. Il est destiné aux sports équestres. 

## Dénomination
En allemand, cette race porte le nom de Rheinisches Reitpferd (cheval de selle de Rhénanie) ou de Rheinisches Warmblut, traduit par « Rhénan sang-chaud » en français. En anglais, on rencontre les noms Rhinelander et Rhenish Warmblood.

## Histoire
Le Rhénan sang chaud est traditionnellement élevé au Haras national de Rhénanie-du-Nord-Westphalie, comme le Westphalien. Élevé depuis les années 1970, il est influencé par le Hanovrien, le Holsteiner, le Trakehner et le Pur-sang,. Sa caractérisation est récente, car elle est postérieure à la Seconde Guerre mondiale. Le Bundeschampionate` sert depuis 1976 de support publicitaire pour promouvoir la race.
La race dispose d'un stud-book dont la gestion fut longtemps assurée par la Rheinisches Pferdestammbuch e.V., qui coopère avec la Hannoveraner Verband, association gérant la race Hanovrien. Depuis le 31 décembre 2014, la Hannoveraner Verband gère le stud-book du Rhénan sang-chaud.

## Description

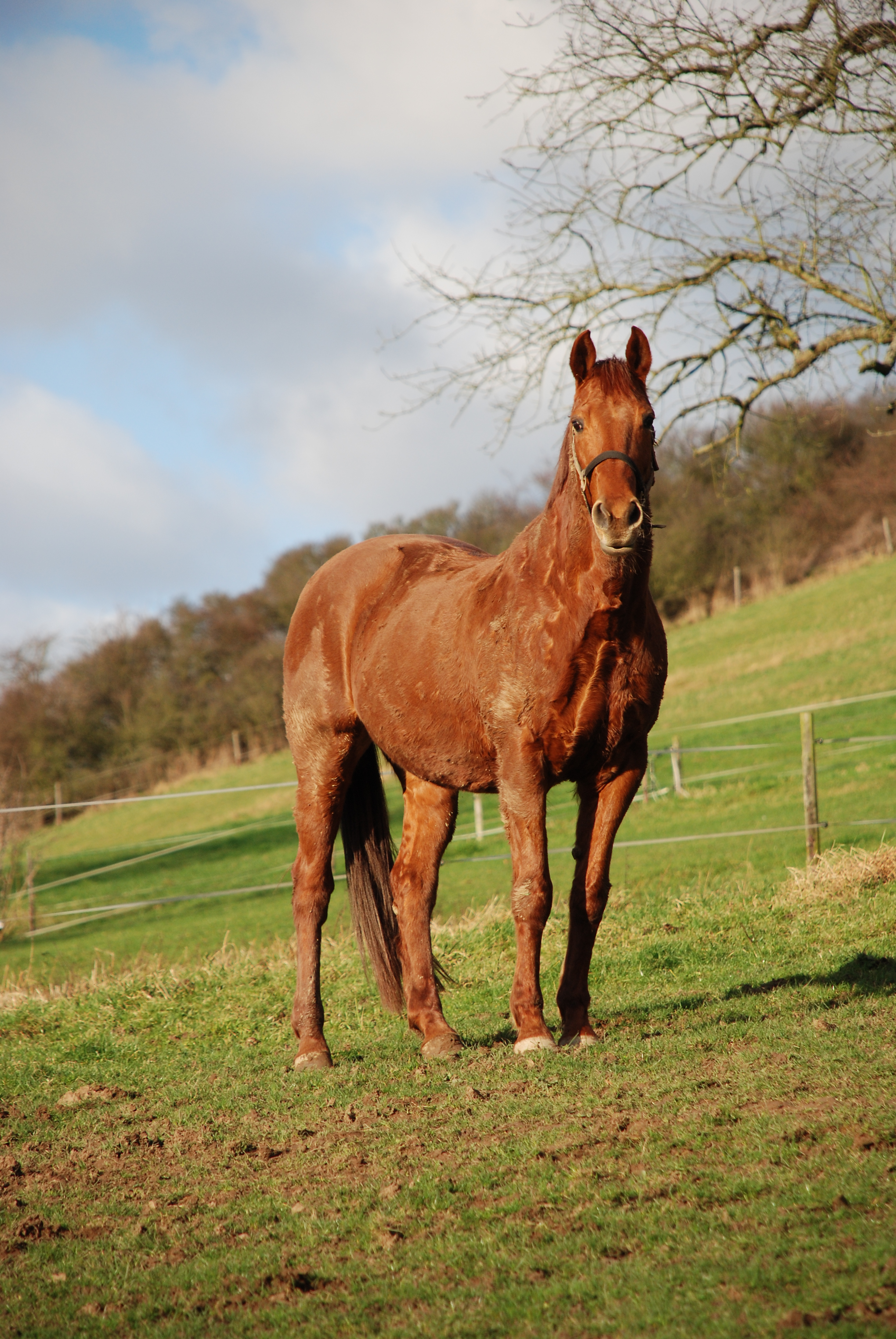
Jument Rhénan sang chaud alezan.

Il fait partie des races de chevaux de sport germaniques. La base de données DAD-IS enregistre une taille moyenne de 1,60 m chez les femelles. Le Guide Delachaux cite une fourchette de 1,60 m à 1,70 m.
La tête présente un profil rectiligne. L'encolure est fine et longue. Le garrot est sorti. La croupe, musclée, est légèrement inclinée, avec une queue attachée bas. Les membres sont fins et longs.
Toutes les couleurs de robes sont autorisées, mais les plus fréquentes sont le bai sous toutes les nuances (dont bai-brun), l'alezan, le noir et le gris. 
Les juments donnent en moyenne 1 340 kg de lait par lactation.
Ces chevaux sont réputés fiables et de bon caractère, dotés d'allures brillantes.

## Utilisations

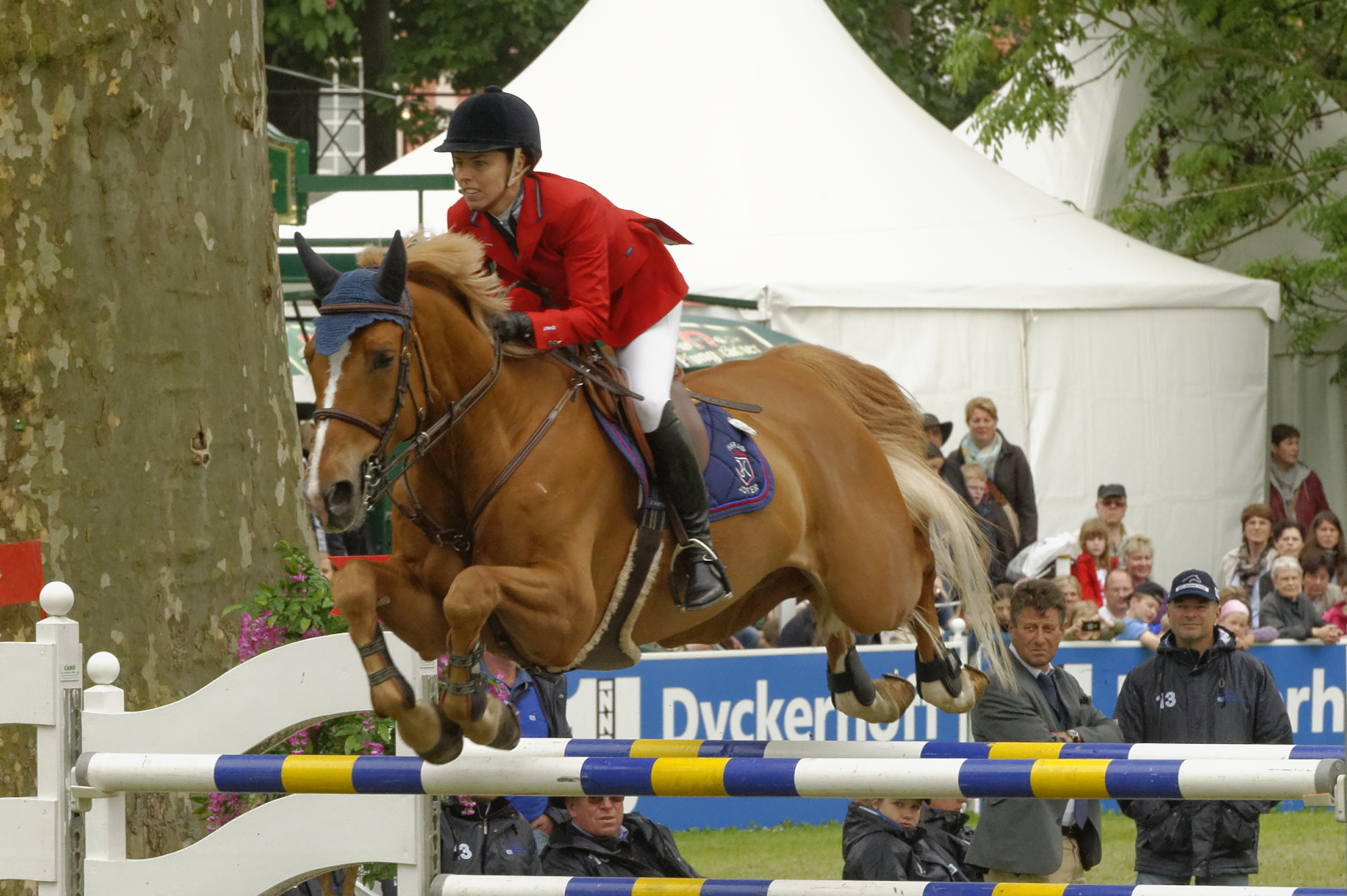
Rhénan sang chaud alezan monté en saut d'obstacles à l′Internationales Pfingstturnier Wiesbaden de 2013

Le Rhénan sang-chaud est destiné aux sports équestres. Il est bien représenté en saut d'obstacles, et convient également au dressage ou à l'attelage. 

## Diffusion de l'élevage
Il est classé comme race locale native de l'Allemagne sur DAD-IS, plus précisément présente en Rhénanie-du-Nord-Westphalie. En 2007, la FAO l'évalue comme n'étant pas menacé. L'étude menée par Rupak Khadka de l'université d'Uppsala, publiée en août 2010 pour la FAO, signale le Rheinish Warmblood comme une race locale européenne, qui n'est pas menacée d'extinction.
En 2006, l'effectif recensé est de 2 893 chevaux dans toute l'Allemagne. Par ailleurs, l'ouvrage Equine Science (4e édition de 2012) le classe parmi les races de chevaux de selle peu connues au niveau international. Néanmoins, l'avenir du Rhénan sang-chaud est probablement assuré car il est adapté au marché équestre allemand.  